# スイスポルアレーナ
スイスポルアレーナ（Swissporarena）は、スイス・ルツェルンにあるサッカー専用スタジアム。FCルツェルンのホームスタジアムでもある。

## 概要
スーパーリーグやスイス・カップ開催時は16,490人を収容できるが、国際AマッチではUEFAの規定に合わせた16,000人となる。スタジアムの東スタンドにあたるグランドスタンドBは、国内で唯一となる立見席と座席が一体となったスタンドとなっており、スタジアム全体では3,000席の立見席が設置されている。
2016年6月、スタジアムのを覆う屋根の上部全体に太陽光発電のためのソーラーパネルを設置することを発表した。3ヶ月後に工事は竣工し、供給電力は200世帯900人分の年間消費量に相当する90万kWhであり、これにより年間480tのCO2排出量を削減できる。

## ギャラリー

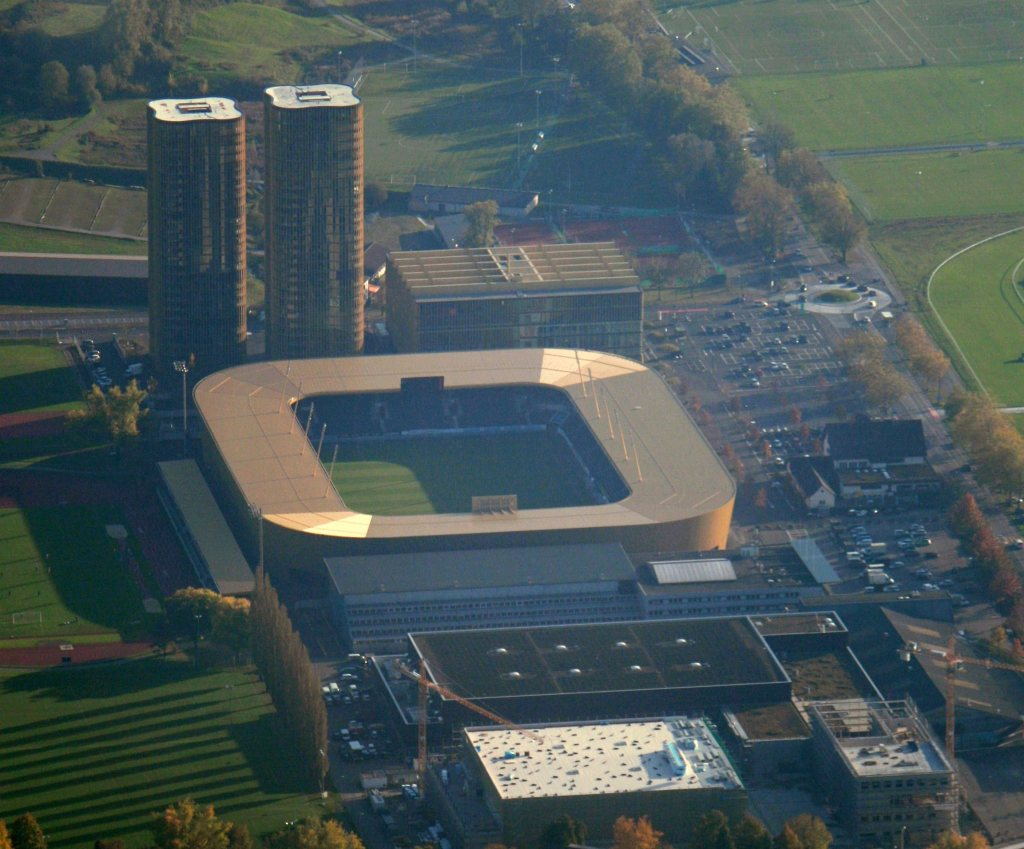
空撮
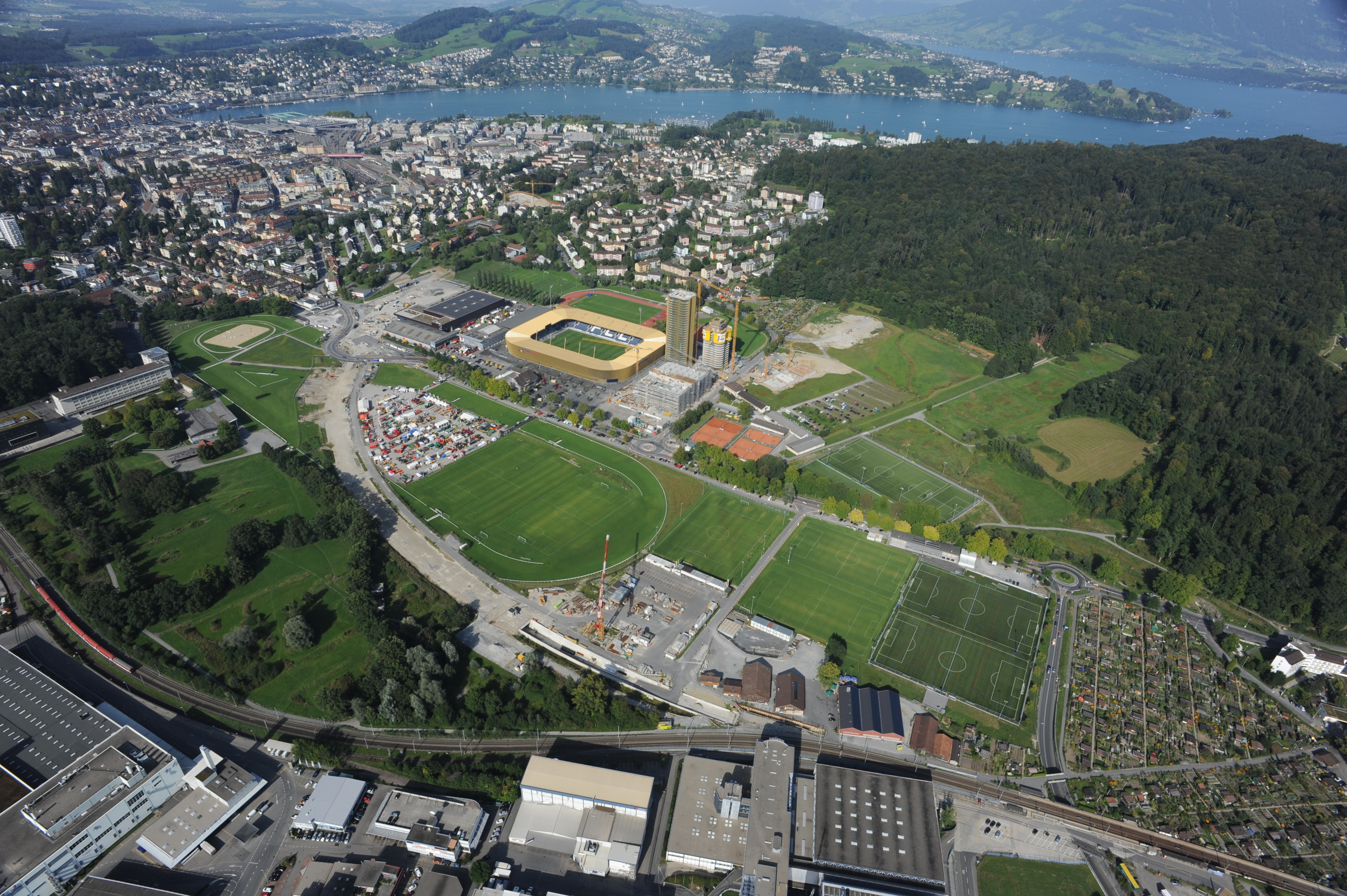
空撮2
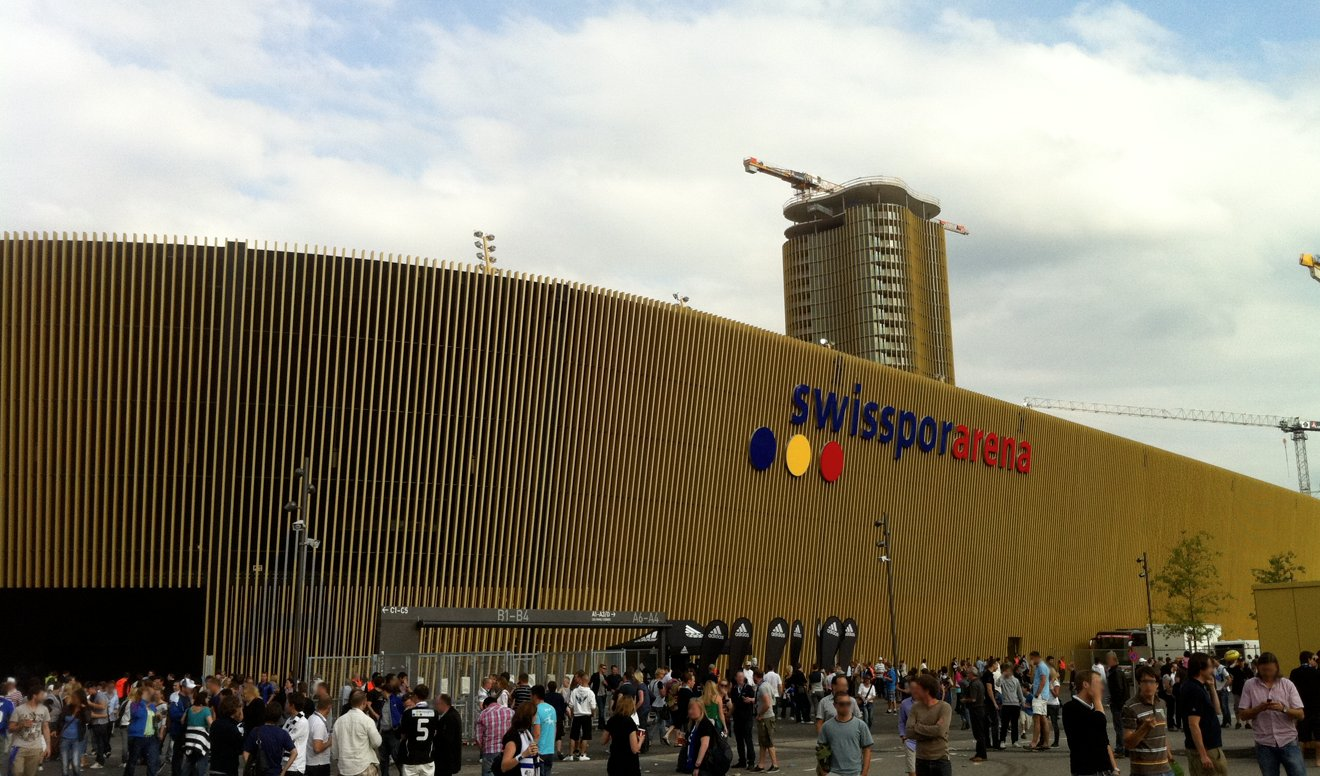
スタジアムのロゴ
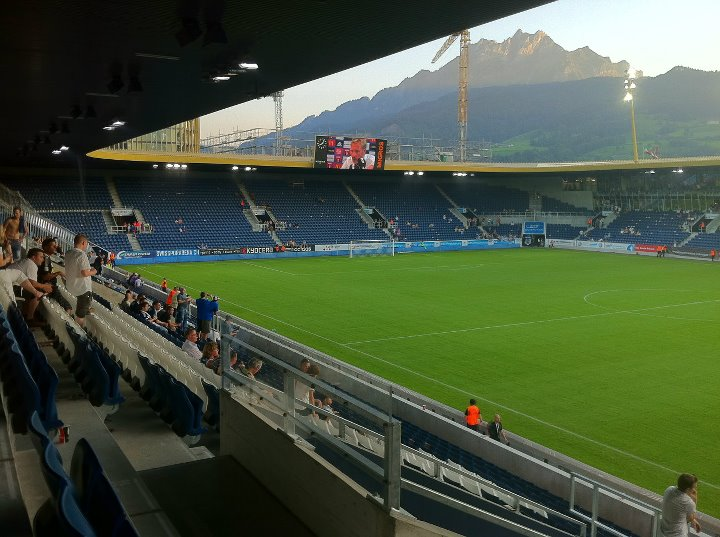
ピッチ